# Auf den Kuhlen
Auf den Kuhlen ist eine Hofschaft in Halver im Märkischen Kreis im Regierungsbezirk Arnsberg in Nordrhein-Westfalen (Deutschland).

## Lage und Beschreibung
Auf den Kuhlen liegt auf 355 Meter über Normalnull nordwestlich des Halveraner Hauptortes am Löhbach, ein Zufluss der Ennepe. Der Ort ist über Nebenstraßen erreichbar, die von der Bundesstraße 229 oder der Landesstraße 528 abzweigen und weitere Nachbarorte anbinden. Diese sind das Beisen, Beiserohl, Brenscheid, Lingensiepen, Kirchlöh, Löhbach, Eversberge und Edelkirchen. Nordwestlich steigt das Gelände zu dem 401 Meter hohen Brenscheider Berg an. 

## Geschichte
Auf den Kuhlen wurde erstmals 1557 urkundlich erwähnt, die Entstehungszeit der Siedlung wird aber für den Zeitraum zwischen 1400 und 1500 in der späten mittelalterlichen Ausbauperiode vermutet. Auf den Kuhlen ist vermutlich ein Abspliss von Schmalenbach.
1818 lebten 15 Einwohner im Ort. Laut der Ortschafts- und Entfernungs-Tabelle des Regierungs-Bezirks Arnsberg wurde Auf den Kuhlen als Hof kategorisiert und besaß 1838 eine Einwohnerzahl von 13, allesamt evangelischen Glaubens. Der Ort gehörte zu dieser Zeit der Eickhöfer Bauerschaft innerhalb der Bürgermeisterei Halver an und besaß vier Wohnhäuser, eine Fabrik bzw. Mühle und drei landwirtschaftliche Gebäude.
Das Gemeindelexikon für die Provinz Westfalen von 1887 gibt eine Zahl von 31 Einwohnern an, die in fünf Wohnhäusern lebten.